# چاه یا کره انگوری
چاه یا کره انگوری مربوط به دوره ساسانیان است و در بوشهر، محله سرتل واقع شده و این اثر در تاریخ ۱۸ شهریور ۱۳۸۷ با شمارهٔ ثبت ۲۳۳۳۵ به‌عنوان یکی از آثار ملی ایران به ثبت رسیده است.